# La Chapelle-Viel
La Chapelle-Viel är en kommun i departementet Orne i regionen Normandie i nordvästra Frankrike. Kommunen ligger i kantonen Moulins-la-Marche som tillhör arrondissementet Mortagne-au-Perche. År 2022 hade La Chapelle-Viel 289 invånare.

## Befolkningsutveckling
Antalet invånare i kommunen La Chapelle-Viel
| Referens: INSEE |